# Anglo-arabier
De anglo-arabier is een volbloedras dat ontstond in Frankrijk uit kruisingen tussen Engelse volbloeds en Arabische volbloedpaarden. Op grond van haar afstamming kan het ras zelf ook tot de volbloedrassen gerekend worden.

## Kenmerken
De anglo-arabier is een elegant paard met een lang hoofd, een recht profiel en grote ogen. De stokmaat ligt tussen 157 en 170 cm. Het dier heeft sterke schouders, een prominente schoft, een diepe borstkas en lange benen. Het kan alle effen kleuren hebben, maar bruin en vos komen het meeste voor, vaak met witte aftekeningen.

## Geschiedenis en herkomst
In essentie is de anglo-arabier een paard waarin uitsluitend bloed van arabieren en Engelse volbloeds wordt gecombineerd. Bij verder fokken met nakomelingen dient minimaal vijfentwintig procent Arabisch bloed aanwezig te zijn. Dit percentage wordt doorgaans aangegeven achter de naam van het paard. Dit ras wordt tegenwoordig in meerdere landen gefokt, maar bovenal in Zuidwest-Frankrijk, waar op een aantal stoeterijen al honderdvijftig jaar lang met de beste van deze dieren wordt gefokt. Ook anglo-arabieren uit Engeland en Polen zijn van bijzondere 'kwaliteit'.

## Gebruik
De anglo-arabier is een uitstekend rijpaard, dat voor verschillende wedstrijden binnen de paardensport wordt gebruikt. Hij is in het algemeen iets minder snel dan de Engelse volbloed. In Frankrijk bestaat er daarom een afzonderlijke categorie voor paardenrennen met dit ras. De anglo-arabier is een paard dat geschikt is zowel voor springen en dressuur als voor eventing en endurance. Heel wat dieren van dit ras lieten zien Olympisch niveau te kunnen bereiken.

## Overig
Fysiek lijkt de anglo-arabier op de Engelse volbloed, al hebben veel exemplaren een wat vollere hals. De arabier heeft zijn uithoudingsvermogen doorgegeven en daarnaast zijn meer evenwichtige karakter.

## Afbeeldingen

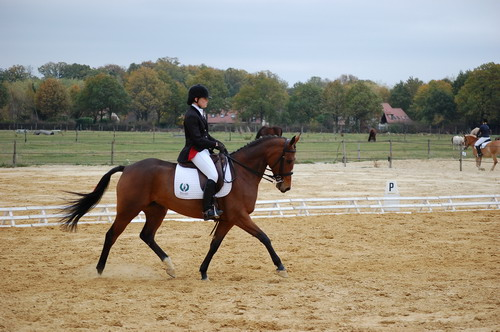
Dressuur
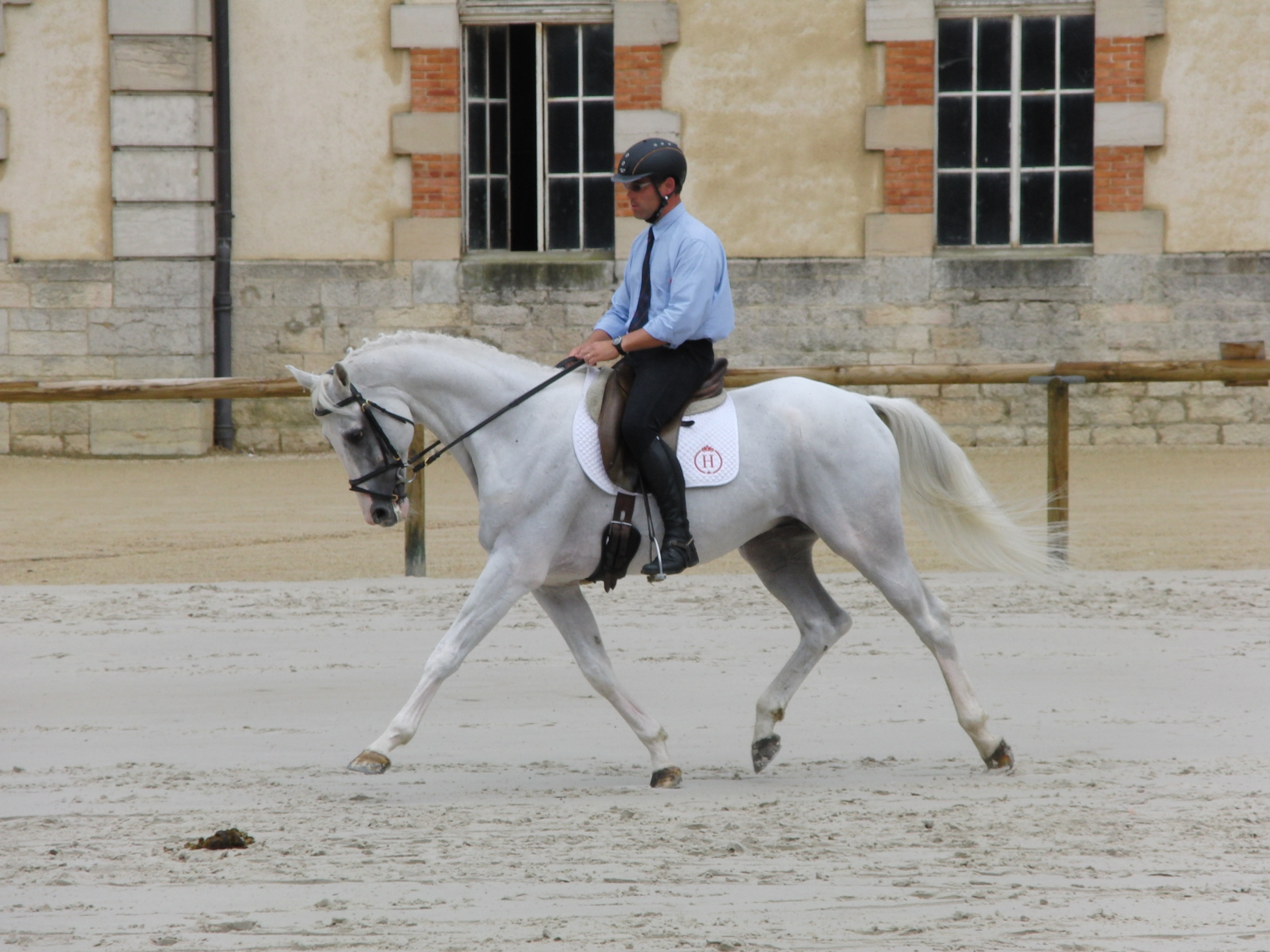
Hengst onder het zadel
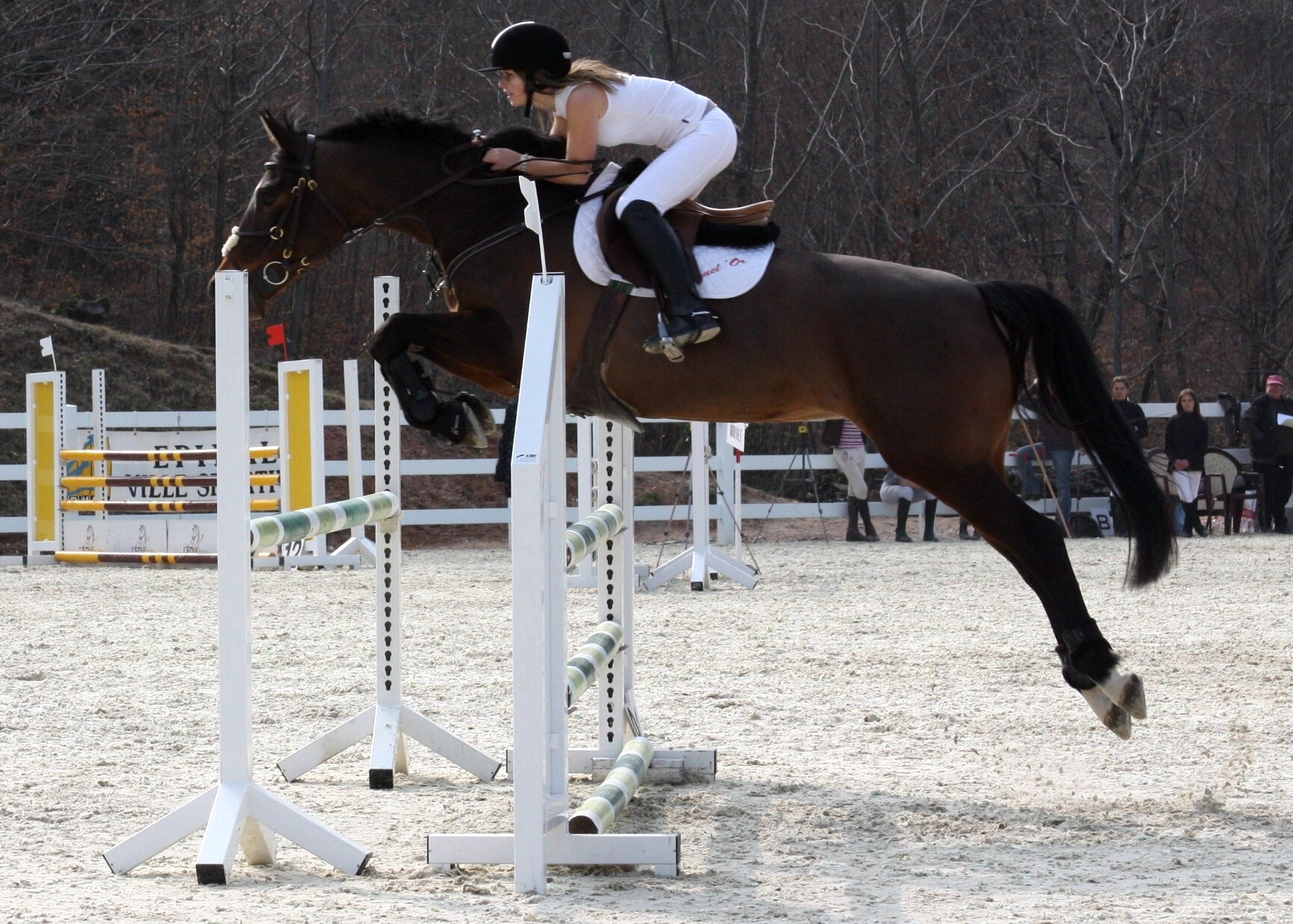
Springpaard
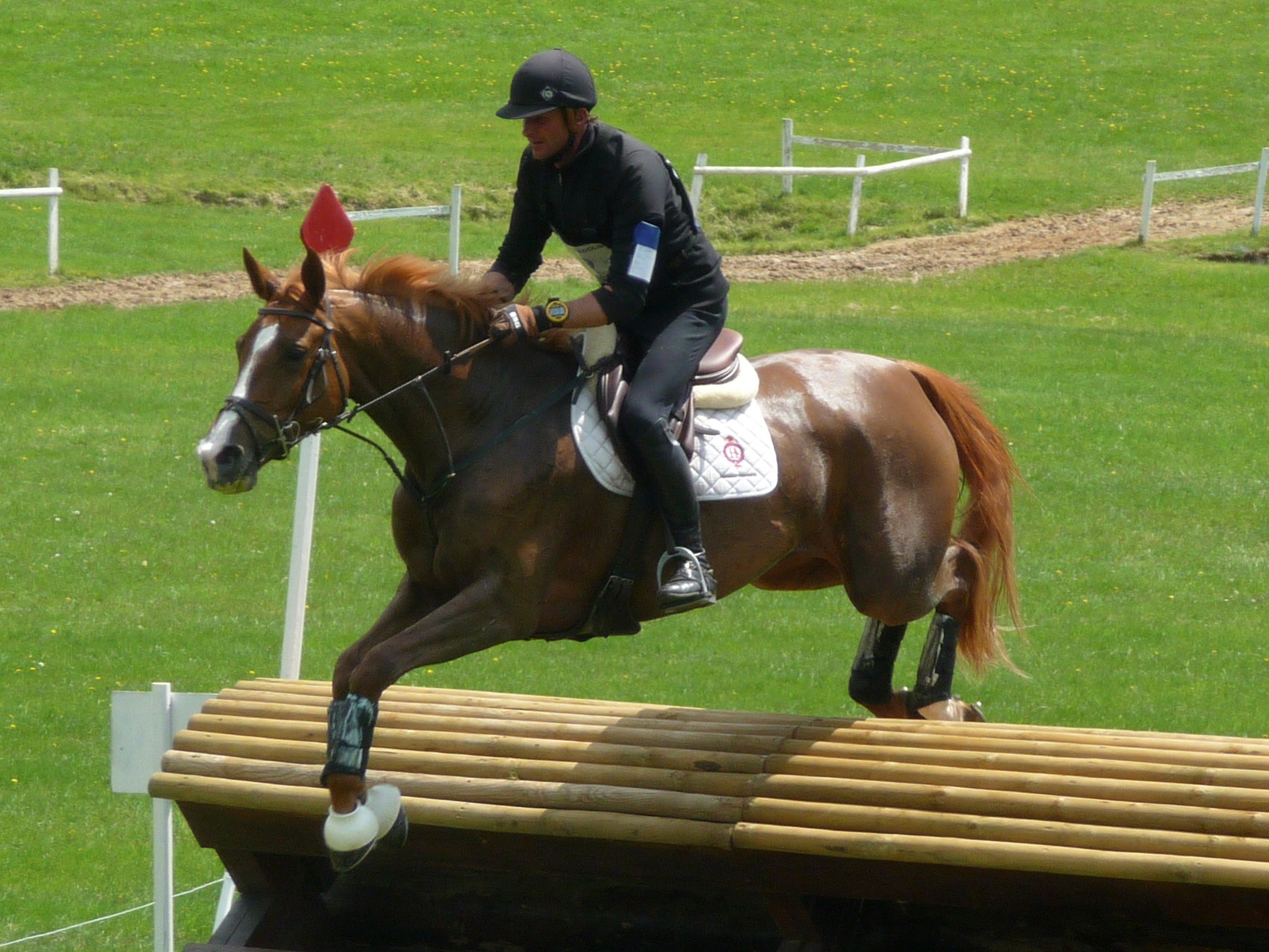
Eventingpaard